# Lista odcinków amerykańskiego serialu Kochanki
Poniżej znajduje się lista odcinków serialu telewizyjnego Kochanki (amerykański serial telewizyjny) – emitowanego przez amerykańską stację telewizyjną ABC od 3 czerwca 2013 roku. W Polsce serial miał światowa premierę, jest emitowany od 5 marca 2013 roku do 6 listopada 2016 roku przez Fox Life.
| Sezon | Sezon | Odcinki | Oryginalna emisja | Oryginalna emisja | Oryginalna emisja | Oryginalna emisja | Oryginalna emisja |
| Sezon | Sezon | Odcinki | Premiera sezonu   | Finał sezonu      | Premiera sezonu   | Finał sezonu      |                   |
| ----- | ----- | ------- | ----------------- | ----------------- | ----------------- | ----------------- | ----------------- |
|       | 1     | 13      | 3 czerwca 2013    | 2 września 2013   | 5 marca 2013      | 28 maja 2013      |                   |
|       | 2     | 13      | 2 czerwca 2014    | 1 września 2014   | 12 sierpnia 2014  | 4 listopada 2014  |                   |
|       | 3     | 13      | 18 czerwca 2015   | 3 sierpnia 2015   | 16 sierpnia 2015  | 27 września 2015  |                   |
|       | 4     | 13      | 30 maja 2016      | 6 września 2016   | 25 września 2016  | 6 listopada 2016  |                   |

## Sezon 1 (2013)
| Nr | #  | Tytuł                        | Polski tytuł                   | Reżyseria           | Scenariusz                              | Premiera ABC     | Premiera Fox Life |
| -- | -- | ---------------------------- | ------------------------------ | ------------------- | --------------------------------------- | ---------------- | ----------------- |
| 1  | 1  | Pilot                        | Kochanki                       | Cherie Nowlan       | K. J. Steinberg                         | 3 czerwca 2013   | 5 marca 2013      |
| 2  | 2  | The Morning After            | Dzień po                       | Chris Misiano       | Rina Mimoun                             | 10 czerwca 2013  | 12 marca 2013     |
| 3  | 3  | Breaking and Entering        | Koniec i początek              | Ron Lagomarsino     | K.J. Steinberg                          | 17 czerwca 2013  | 19 marca 2013     |
| 4  | 4  | A Kiss Is Just a Kiss?       | Zwykły pocałunek?              | David Paymer        | Chad Gomez Creasey, Dara Resnik Creasey | 24 czerwca 2013  | 26 marca 2013     |
| 5  | 5  | Decisions, Decisions         | Decyzje                        | Cherie Nowlan       | Jordan Budde                            | 1 lipca 2013     | 2 kwietnia 2013   |
| 6  | 6  | Payback                      | Godzina zemsty                 | Eric Laneuville     | Josh Reims                              | 8 lipca 2013     | 9 kwietnia 2013   |
| 7  | 7  | All In                       | Wszystko albo nic              | John Scott          | Jenna Richman                           | 15 lipca 2013    | 16 kwietnia 2013  |
| 8  | 8  | Ultimatum                    | Ultimatum                      | Holly Dale          | Justin W. Lo                            | 22 lipca 2013    | 23 kwietnia 2013  |
| 9  | 9  | Guess Who's Coming to Dinner | Zgadnij kto przyjdzie na obiad | Tawnia McKiernan    | David Folwell                           | 5 sierpnia 2013  | 30 kwietnia 2013  |
| 10 | 10 | Indecent Proposals           | Niemoralne propozycje          | Bobby Roth          | Chad Gomez Creasey, Dara Resnik Creasey | 12 sierpnia 2013 | 7 maja 2013       |
| 11 | 11 | Full Disclosure              | Świadectwo prawdy              | Jeff Bleckner       | Josh Reims                              | 19 sierpnia 2013 | 14 maja 2013      |
| 12 | 12 | When One Door Closes...      | Gdy coś się kończy...          | Constantine Makris  | Rina Mimoun                             | 26 sierpnia 2013 | 21 maja 2013      |
| 13 | 13 | I Choose You                 | Wybieram ciebie                | Allison Liddi-Brown | K.J. Steinberg                          | 2 września 2013  | 28 maja 2013      |

## Sezon 2 (2014)
ABC zamówiła oficjalnie 2 sezon Kochanek. Premierowy odcinek 2 sezonu serialu Kochanki został wyemitowany 2 czerwca 2014 roku
| Nr | #  | Tytuł                      | Polski tytuł                   | Reżyseria          | Scenariusz                          | Premiera ABC     | Premiera Fox Life    |
| -- | -- | -------------------------- | ------------------------------ | ------------------ | ----------------------------------- | ---------------- | -------------------- |
| 14 | 1  | Rebuild                    | Odbudowa                       | Ron Lagomarsino    | Rina Mimoun                         | 2 czerwca 2014   | 12 sierpnia 2014     |
| 15 | 2  | Boundaries                 | Granice                        | Ron Lagomarsino    | K.J. Steinberg                      | 9 czerwca 2014   | 19 sierpnia 2014     |
| 16 | 3  | Open House                 | Dom na sprzedaż                | John Scott         | Josh Reims                          | 16 czerwca 2014  | 26 sierpnia 2014     |
| 17 | 4  | Friends With Benefits      | To tylko seks                  | John Scott         | Jenna Richman                       | 23 czerwca 2014  | 2 września 2014      |
| 18 | 5  | Playing With Fire          | Igranie z ogniem               | Constantine Makris | Justin W. Lo                        | 30 czerwca 2014  | 9 września 2014      |
| 19 | 6  | What Do You Really Want    | Czego naprawdę chcesz?         | Constantine Makris | Jordan Budde                        | 7 lipca 2014     | 16 września 2014     |
| 20 | 7  | Why Do Fools Fall in Love? | Dlaczego głupcy się zakochują? | Ron Underwood      | Josh Reims                          | 14 lipca 2014    | 23 września 2014     |
| 21 | 8  | An Affair to Surrender     | Poddaj się miłości             | Ron Underwood      | Justin W. Lo                        | 21 lipca 2014    | 30 września 2014     |
| 22 | 9  | Coming Clean               | Wyjaśnienia                    | Tara Nicole Weyr   | Jerica Lieberman Molly Kate Margraf | 4 sierpnia 2014  | 7 października 2014  |
| 23 | 10 | Charades                   | Szarady                        | Tara Nicole Weyr   | Jenna Richman                       | 11 sierpnia 2014 | 14 października 2014 |
| 24 | 11 | Choices                    | Wybory                         | Michael Grossman   | Jordan Budde                        | 18 sierpnia 2014 | 21 października 2014 |
| 25 | 12 | Surprise                   | Niespodzianka                  | Michael Grossman   | Rina Mimoun                         | 25 sierpnia 2014 | 28 października 2014 |
| 26 | 13 | Til Death Do Us Apart      |                                | John Scott         | K.J. Steinberg                      | 25 sierpnia 2014 | 4 listopada 2014     |

## Sezon 3 (2015)
1 października 2014 roku, stacja ABC zamówiła 3 sezon serialu. 
Alyssa Milano odchodzi z serialu po 2 sezonie. 
| Nr | #  | Tytuł                | Polski tytuł            | Reżyseria       | Scenariusz                      | Premiera ABC     | Premiera Fox Polska |
| -- | -- | -------------------- | ----------------------- | --------------- | ------------------------------- | ---------------- | ------------------- |
| 27 | 1  | Gone Girl            | Niedoszła panna młoda   | Gus Makris      | Rina Mimoun                     | 18 czerwca 2015  | 16 sierpnia 2015    |
| 28 | 2  | I’ll Be Watching You | Pod obserwacją          | Gus Makris      | KJ Steinberg                    | 18 czerwca 2015  | 16 sierpnia 2015    |
| 29 | 3  | Odd Couples          | Niedobrane pary         | John Scott      | Melissa Carter                  | 25 czerwca 2015  | 23 sierpnia 2015    |
| 30 | 4  | Into the Woods       | Tajemnice lasu          | John Scott      | Justin Lo                       | 2 lipca 2015     | 23 sierpnia 2015    |
| 31 | 5  | Threesomes           | Trójkąty                | Holly Dale      | Jordan Budde                    | 9 lipca 2015     | 30 sierpnia 2015    |
| 32 | 6  | Love is an Open Door | Miłość to otwarte drzwi | Holly Dale      | Stacy Littlejohn                | 16 lipca 2015    | 30 sierpnia 2015    |
| 33 | 7  | The Best Laid Plans  | Najlepiej ułożony plan  | John Scott      | Jerica Lieberman, Molly Margraf | 23 lipca 2015    | 6 września 2015     |
| 34 | 8  | Murder She Wrote     | Napisała morderstwo     | John Scott      | Rina Mimoun                     | 30 lipca 2015    | 13 września 2015    |
| 35 | 9  | Unreliable Witness   | Niewiarygodny świadek   | Eric Laneuville | Jenna Richman                   | 6 sierpnia 2015  | 13 września 2015    |
| 36 | 10 | What Could Have Been | Gdybanie                | Eric Laneuville | Jordan Budde                    | 13 sierpnia 2015 | 20 września 2015    |
| 37 | 11 | Guilt By Association | Winna z założenia       | Liz Allen       | Melissa Carter                  | 20 sierpnia 2015 | 20 września 2015    |
| 38 | 12 | Reasonable Doubt     | Uzasadniona wątpliwość  | Liz Allen       | Justin Lo                       | 27 sierpnia 2015 | 27 września 2015    |
| 39 | 13 | Goodbye Girl         | Żegnaj dziewczyno       | John Scott      | K.J. Steinberg                  | 3 września 2015  | 27 września 2015    |

## Sezon 4 (2016)
25 września 2015 roku, stacja ABC zamówiła 4 sezon serialu. 
| Nr | #  | Tytuł                      | Polski tytuł                    | Reżyseria                | Scenariusz                              | Premiera ABC     | Premiera Fox Polska  |
| -- | -- | -------------------------- | ------------------------------- | ------------------------ | --------------------------------------- | ---------------- | -------------------- |
| 40 | 1  | The New Girls              | Nowe dziewczyny                 | Christopher Misiano      | Josh Reims                              | 30 maja 2016     | 25 września 2016     |
| 41 | 2  | Mistaken Identity          | Pomylona tożsamość              | Chris Misiano            | Jessica Lieberman, Molly Margraf        | 6 czerwca 2016   | 2 października 2016  |
| 42 | 3  | Under Pressure             | Pod presją                      | Sharat Raju              | Jordan Budde                            | 20 czerwca 2016  | 2 października 2016  |
| 43 | 4  | Blurred Lines              | Zamazane linie                  | Kiersten Van Horne       | Sharat Raju                             | 27 czerwca 2016  | 9 października 2016  |
| 44 | 5  | Lean In                    | Opór                            | Constantine "Gus" Makris | Rina Mimoun                             | 4 lipca 2016     | 9 października 2016  |
| 45 | 6  | What Happens in Vegas      | Co dzieje się w Vegas           | Constantine "Gus" Makris | Justin Lo                               | 11 lipca 2016    | 16 października 2016 |
| 46 | 7  | Survival of the Fittest    | Przetrwają najsilniejsi         | John Scott               | Sarah Tarkoff                           | 2 sierpnia 2016  | 16 października 2016 |
| 47 | 8  | Bridge Over Troubled Water | Most nad wzburzoną rzeką        | John Scott               | Jessica Lieberman, Molly Margraf        | 8 sierpnia 2016  | 23 października 2016 |
| 48 | 9  | The Root of All Evil       | Źródło wszelkiego zła           | Jerry O'Connell          | Justin Lo                               | 15 sierpnia 2016 | 23 października 2016 |
| 49 | 10 | Confrontations             | Konfrontacje                    | Jerry O'Connell          | Jordan Budde                            | 22 sierpnia 2016 | 30 października 2016 |
| 50 | 11 | Fight or Flight            | Walcz lub uciekaj               | Hanelle Culpepper        | K.J. Steinberg                          | 29 sierpnia 2016 |                      |
| 51 | 12 | Back to the Start          | Od początku                     | Hanelle Culpepper        | K.J. Steinberg                          | 5 września 2016  | 6 listopada 2016     |
| 52 | 13 | The Show Must Go On        | Przedstawienie musi trwać dalej | John Scott               | Josh Reims, K.J. Steinberg, Rina Mimoun | 6 września 2016  | 6 listopada 2016     |